# Liste des choix de repêchages des Stingers de Cincinnati
Cette liste contient tous les joueurs de hockey sur glace ayant été repêchés par les Stingers de Cincinnati, franchise de l'Association mondiale de hockey. Les joueurs listés ci-dessus n'ont pas obligatoirement joué un match sous le maillot de l'équipe.
Elle regroupe les joueurs depuis le Repêchage de 1973 organisé par l'AMH, jusqu’au Repêchage de 1977, le dernier mis en place par la ligue. Les joueurs sont classés par année de repêchage. Les deux premières colonnes donnent le rang et le tour duquel le joueur a été repêché suivis de son nom, de sa nationalité et de sa position de jeu.

## Les repêchages amateurs

### 1973
| No  | Tour | Nom           | Nationalité | Position  |
| --- | ---- | ------------- | ----------- | --------- |
| 13  | 1er  | Dean Talafous | États-Unis  | Centre    |
| 91  | 8e   | Norm Barnes   | Canada      | Défenseur |
| 102 | 9e   | Mitch Brandt  | États-Unis  | Défenseur |
| 113 | 10e  | Jack Johnson  | États-Unis  | Défenseur |
| 122 | 11e  | Bob Bilodeau  | Canada      | Défenseur |

### 1974
| No  | Tour | Nom            | Nationalité | Position       |
| --- | ---- | -------------- | ----------- | -------------- |
| 3   | 1er  | Don Larway     | Canada      | Ailier droit   |
| 18  | 2e   | Bryan Trottier | Canada      | Centre         |
| 41  | 3e   | Brad Anderson  | Canada      | Centre         |
| 48  | 4e   | Bob Murray     | Canada      | Défenseur      |
| 77  | 6e   | Joe Micheletti | États-Unis  | Défenseur      |
| 122 | 9e   | Dave Bossy     | Canada      | Défenseur      |
| 3   | S    | Tiger Williams | Canada      | Ailier gauche  |
| 18  | S    | Dave Inkpen    | Canada      | Défenseur      |
| 21  | S    | Jerry Holland  | Canada      | Ailier gauche  |
| 22  | S    | Bill Evo       | États-Unis  | Ailier droit   |
| 24  | S    | Mike Palmateer | Canada      | Gardien de but |

### 1975
| No  | Tour | Nom              | Nationalité | Position       |
| --- | ---- | ---------------- | ----------- | -------------- |
| 1er | 1er  | Claude Larose    | Canada      | Ailier gauche  |
| 16  | 2e   | Bob Sauvé        | Canada      | Gardien de but |
| 31  | 3e   | Larry Hendrick   | Canada      | Gardien de but |
| 46  | 4e   | Normand LaPointe | Canada      | Gardien de but |
| 61  | 5e   | Paul Harrison    | Canada      | Gardien de but |
| 75  | 6e   | Jackie Laine     | Canada      | Ailier droit   |
| 89  | 7e   | Gary Carr        | Canada      | Gardien de but |
| 102 | 8e   | Greg Clause      | Canada      | Ailier droit   |
| 114 | 9e   | Yvon Disotell    | Canada      | Ailier gauche  |
| 126 | 10e  | Gary Burns       | États-Unis  | Ailier gauche  |
| 139 | 11e  | Bill Reber       | États-Unis  | Ailier droit   |
| 151 | 12e  | Dave McNab       | Canada      | Gardien de but |
| 161 | 13e  | Peter Shier      | Canada      | Défenseur      |
| 170 | 14e  | François Robert  | Canada      | Défenseur      |

### 1976
| No  | Tour | Nom              | Nationalité | Position       |
| --- | ---- | ---------------- | ----------- | -------------- |
| 2   | 1er  | Peter Marsh      | Canada      | Ailier gauche  |
| 7   | 1er  | Randy Carlyle    | Canada      | Défenseur      |
| 12  | 2e   | Don Murdoch      | Canada      | Ailier droit   |
| 16  | 2e   | Greg Carroll     | Canada      | Centre         |
| 37  | 4e   | Barry Melrose    | Canada      | Défenseur      |
| 61  | 6e   | Joey Oslin       | États-Unis  | Défenseur      |
| 73  | 7e   | Paul Skidmore    | États-Unis  | Gardien de but |
| 85  | 8e   | Stuart Ostlund   | Canada      | Centre         |
| 96  | 9e   | Fernand LeBlanc  | Canada      | Ailier gauche  |
| 107 | 10e  | Terry Ballingall | Canada      | Défenseur      |

### 1977
| No | Tour | Nom              | Nationalité | Position       |
| -- | ---- | ---------------- | ----------- | -------------- |
| 7  | 1er  | Jere Gillis      | Canada      | Ailier gauche  |
| 18 | 2e   | Dave Morrow      | Canada      | Défenseur      |
| 25 | 3e   | Floyd Lahache    | Canada      | Défenseur      |
| 26 | 3e   | Robert Gladney   | Canada      | Défenseur      |
| 27 | 3e   | Colin Ahern      | États-Unis  | Centre         |
| 36 | 4e   | Jeff Allan       | Canada      | Défenseur      |
| 45 | 5e   | Jim Trainor      | États-Unis  | Défenseur      |
| 54 | 6e   | Bill Himmelright | États-Unis  | Défenseur      |
| 63 | 7e   | Tom Byers        | États-Unis  | Ailier droit   |
| 71 | 8e   | Robert Boileau   | Canada      | Centre         |
| 79 | 9e   | Jim Craig        | États-Unis  | Gardien de but |
| 87 | 10e  | Dave Kelley      | États-Unis  | Défenseur      |